# Andinoacara stalsbergi
Espèce
Andinoacara stalsbergi est une espèce de poissons d'eau douce de la famille des Cichlidae.

## Répartition
Ce poisson se rencontre en Équateur et au Pérou. Au Pérou, il est présent dans les lacs et rivières trans-Andins sur la côte Pacifique-Péruvienne.

## Description
La longueur maximale, queue non comprise, est de 113 mm pour les mâles et de 103 mm pour les femelles.

## Classification
Le nom valide complet (avec auteur) de ce taxon est Andinoacara stalsbergi Musilová (d), Schindler (d) & Staeck (d), 2009,.

### Étymologie
Son épithète spécifique, stalsbergi, lui a été donnée en l'honneur du Norvégien Alf Stalsberg qui a collecté l'holotype et en reconnaissance de son engagement de longue date à accroître les connaissances sur les Cichlidae.

### Publication originale
- (en) Zuzana Musilová, Ingo Schindler et Wolfgang Staeck, « Description of Andinoacara stalsbergi sp. n. (Teleostei: Cichlidae: Cichlasomatini) from Pacific coastal rivers in Peru, and annotations on the phylogeny of the genus », Vertebrate Zoology, vol. 59, no 2,‎ 11 décembre 2009, p. 131-141 (ISSN 1864-5755 et 2625-8498, DOI 10.3897/VZ.59.E30965, lire en ligne).